# Dørgreb
Dørgreb eller dørhåndtag sælges i Danmark typisk via byggemarked. Ønsker man sig et dørgreb udover det almindelige skal man i specialbutikker eller i webshops.
I Danmark er langt de fleste nye indvendige døre 40 mm tykke og har ofte to udfræsninger omkring selve dørgrebet og nøgleskiltet. Her er det vigtigt at rosetter og nøgleskilte kan dække disse huller.
Til hoveddørsgreb skal der ofte bruges en længere pal (det gennemgående metalstykke der forbinder dørgrebene på hver side af døren). Producenterne leverer som regel en længere pal med end det er nødvendigt og så skal kunden selv tilpasse den i længden.

## Galleri
| - Forskellige udformninger af dørgreb |